# Dàrdan d'Assíria
Dàrdan (en grec antic: Δάρδανος, llatí: Dardanus) fou un sofista grec nadiu d'Assíria, que és conegut gràcies a Filòstrat com el mestre d'Antíoc d'Eges. Va viure, per tant, durant el segle ii.